# Dykkeren (film)
Dykkeren er en svensk thrillerfilm fra 2000 instrueret af Erik Gustavson. Medvirkende tæller blandt andre Izabella Scorupco, Stefan Sauk og Alexander Skarsgård.

## Handling
Irena er polak og er med til at røve 3 mio. dollars i Gdansk. Hun sættes på en svensk båd sammen med pengene. Hun bliver fanget på båden og er ved at drukne, da båden kæntrer, men bliver reddet i sidste øjeblik af nogle svenske fiskere. To grupper af polske gangstere jagter derefter Irena for at finde frem til pengene.

## Medvirkende
- Izabella Scorupco som Irena Walde
- Stefan Sauk som Arne Nordbeck
- Bjørn Floberg som Claes
- Alexander Skarsgård som Ingmar
- Klaus Maria Brandauer som Orlov
- Tomas von Brömssen som kaptajnen
- Leif Andrée som Söder
- Keve Hjelm som Gösta
- Jarmo Mäkinen som Charlie